# Helmut Lipfert (Pilot)
Helmut Lipfert (* 6. August 1916 in Lippelsdorf; † 10. August 1990 in Einbeck) war ein deutscher Luftwaffenoffizier, zuletzt Hauptmann und Jagdflieger im Zweiten Weltkrieg.

## Zweiter Weltkrieg
Lipfert war Führer des Reichsarbeitsdienstes. Von dort trat er am 3. November 1937 in die Nachrichten-Abteilung 37 der 1. Panzerdivision ein und nahm mit dieser als Unteroffizier im September 1939 am Überfall auf Polen und im Mai/Juni 1940 am Westfeldzug teil.
Anfang 1941 meldete er sich zur Luftwaffe, erhielt eine Jagdfliegerausbildung, wurde als Feldwebel am 16. Juni 1942 zum Kriegsoffizier-Anwärter ernannt und am 1. August 1942 zum Leutnant d. R. befördert.
Nach der Ausbildung zum Flugzeugführer wurde er am 16. Dezember 1942 der 6. Staffel der II. Gruppe des Jagdgeschwaders 52 zugeteilt. Mit diesem Geschwader flog Lipfert alle seine Einsätze an der Ostfront, wobei er 13 mal von der russischen Flak und 2 mal von russischen Jägern – jedes Mal unverwundet – abgeschossen wurde. Der erste Luftsieg gelang ihm am 30. Januar 1943 auf seinem 18. Feindflug. Am 5. September 1943 wurde er mit 20 Luftsiegen Staffelführer der 6. Staffel. Für seinen 90. Luftsieg wurde ihm am 5. April 1944 das Ritterkreuz des Eisernen Kreuzes verliehen. Kurz darauf, am 11. April 1944, errang Lipfert seinen 100. Luftsieg. Am 24. Oktober 1944 erzielte er seinen 150. Abschuss. Am 15. Februar 1945 übernahm er als Kommandeur die I. Gruppe des Jagdgeschwaders 53. Diese wurde neben der II./JG52 eingesetzt. Dort errang er am 8. April 1945 seinen 200. Luftsieg. Nach seinem 203. Luftsieg, welcher sein letzter war, erhielt er am 17. April 1945 als 837. Soldat das Eichenlaub zum Ritterkreuz verliehen. Insgesamt flog Lipfert 700 Feindflüge. Zu seinen Abschüssen zählen auch zwei viermotorige Bomber, die er über Rumänien erzielte. Weitere 27 Abschüsse konnten nicht bestätigt werden.

## Nachkriegsjahre
Nach dem Krieg wurde Lipfert Lehrer und beschrieb seine Erlebnisse als Jagdflieger während des Rückzugs an der Ostfront 1943–1945. 1973 veröffentlichte er in mehreren Auflagen sein Buch Das Tagebuch des Hauptmann Lipfert.

## Auszeichnungen
- Eisernes Kreuz (1939) II. und I. Klasse am 12. März 1943 bzw. am 29. April 1943
- Ehrenpokal für besondere Leistung im Luftkrieg am 26. April 1943
- Frontflugspange für Jäger in Gold am 26. April 1943
- Deutsches Kreuz in Gold am 28. Januar 1944[3]
- Ritterkreuz des Eisernen Kreuzes mit Eichenlaub[3]
  - Ritterkreuz am 5. April 1944
  - Eichenlaub am 17. April 1945 (837. Verleihung)
- Ungarische goldene Tapferkeitsmedaille für Offiziere

## Schriften
- Das Tagebuch des Hauptmann Lipfert. Erlebnisse eines Jagdfliegers während des Rückzuges im Osten 1943–1945. Motorbuch-Verlag, Stuttgart 1973, ISBN 3-87943-251-1.